# A còng
A còng tức @ là ký hiệu viết tắt dùng trong kế toán và hóa đơn có nghĩa là "với một tỉ lệ của X" nhưng ngày nay ý nghĩa thông dụng phổ biến hơn cả của @ là trong cách liên lạc qua thư điện tử và nền tảng phương tiện truyền thông mạng xã hội với nghĩa là "ở địa điểm sau đây".